# Hel van het Mergelland 1998
L'Hel van het Mergelland 1998, ventiseiesima edizione della corsa, si svolse il 4 aprile su un percorso con partenza e arrivo a Eijsden. Fu vinto dall'olandese Raymond Meijs della squadra Gerolsteiner, che bissò il successo dell'anno precedente, davanti al tedesco Ralf Grabsch e al belga Hans De Meester.

## Ordine d'arrivo (Top 10)
| Pos. | Corridore          | Squadra                     | Tempo    |
| ---- | ------------------ | --------------------------- | -------- |
| 1    | Raymond Meijs      | Gerolsteiner                | 4h45'02" |
| 2    | Ralf Grabsch       | Gerolsteiner                | s.t.     |
| 3    | Hans De Meester    | Tonissteiner-Colnago        | a 3'30"  |
| 4    | John van den Akker |                             | s.t.     |
| 5    | Leif Hoste         | Vlaanderen 2002-Eddy Merckx | s.t.     |
| 6    | Matthé Pronk       |                             | a 4"     |
| 7    | Marcel Luppes      |                             | a 4'32"  |
| 8    | Bram de Groot      |                             | a 4'35"  |
| 9    | Marcin Gebka       | Mroz                        | a 14'08" |
| 10   | Marc Patry         |                             | s.t.     |